# Henry Jonsson
John Henry Jonsson, od 1940 roku – Kälarne (ur. 12 maja 1912 w Stugun, zm. 9 marca 2001 w Sztokholmie) – szwedzki lekkoatleta, długodystansowiec specjalizujący się w biegu na 5000 metrów.
W 1936 roku podczas igrzysk olimpijskich w Berlinie zdobył brązowy medal.
W 1938 roku wywalczył srebrny medal w mistrzostwach Europy w Paryżu. 
Wielokrotny mistrz i rekordzista kraju na różnych dystansach.
W 1940 został wyróżniony prestiżową nagrodą Svenska Dagbladets guldmedalj (wraz z Håkanem Lidmanem).

## Rekordy życiowe
- Bieg na 5000 metrów - 14:18,8 (1939)